# Funkcjonał monotonicznie ciągły
Funkcjonał monotonicznie ciągły – funkcjonał zachowujący punktową zbieżność monotonicznych ciągów funkcyjnych.

## Definicja formalna
Niech {\displaystyle E} będzie elementarną rodziną funkcji. Funkcjonał {\displaystyle \mu \in E^{\star }} nazywamy monotonicznie ciągłym, jeśli dla każdego ciągu {\displaystyle (f_{n})_{n\in \mathbb {N} }\subset E} spełniającego warunki:
1. {\displaystyle f_{n}\leqslant f_{n+1}}
2. {\displaystyle \lim _{n\to \infty }f_{n}=f}[1] (punktowo)

spełnione jest
{\displaystyle \lim _{n\to \infty }\mu (f_{n})=\mu (f).}

## Twierdzenie
Funkcjonał {\displaystyle \mu \in E^{\star }} jest monotonicznie ciągły wtedy i tylko wtedy, gdy dla dowolnego ciągu {\displaystyle f_{n}\uparrow 0} spełnione jest {\displaystyle \mu (f_{n})\to 0.}